# ジム・ブランゼル
"ジャンピング" ジム・ブランゼル（"Jumping" Jim Brunzell、本名：James Brunzell、1949年8月13日 - ）は、アメリカ合衆国の元プロレスラー。ミネソタ州ホワイトベア・レイク出身（ミズーリ州カンザスシティ出身ともされる）。
現役選手時代は甘いマスクの正統派ベビーフェイスとして、AWAを中心にNWAやWWFでも活躍。「ジャンピング」の異名通り、跳躍力を活かした打点の高いドロップキックを得意技とした。

## 来歴
学生時代はハイジャンプやアメリカンフットボールなどのスポーツで活動。1972年12月、地元ミネソタのAWAにてプロレスラーとしてデビュー。その後、中西部のNWAセントラル・ステーツ地区にてマイク・ジョージとの若手コンビで売り出され、1973年10月25日にロード・アル・ヘイズ&ロジャー・カービーから同地区認定のNWA世界タッグ王座を奪取した。
1974年3月にはAWAルートで国際プロレスに初来日、3月31日に釧路にて、ザ・ブルートと組んでラッシャー木村&グレート草津のIWA世界タッグ王座に金網タッグ・デスマッチで挑戦した。本来はデスマッチとは無縁のベビーフェイスであったにもかかわらず、来日中はセーラー・ホワイトとのタッグでも金網戦に出場し、4月3日には二戸で草津&アニマル浜口と、4月18日には直方で浜口&マイティ井上とそれぞれ対戦している。

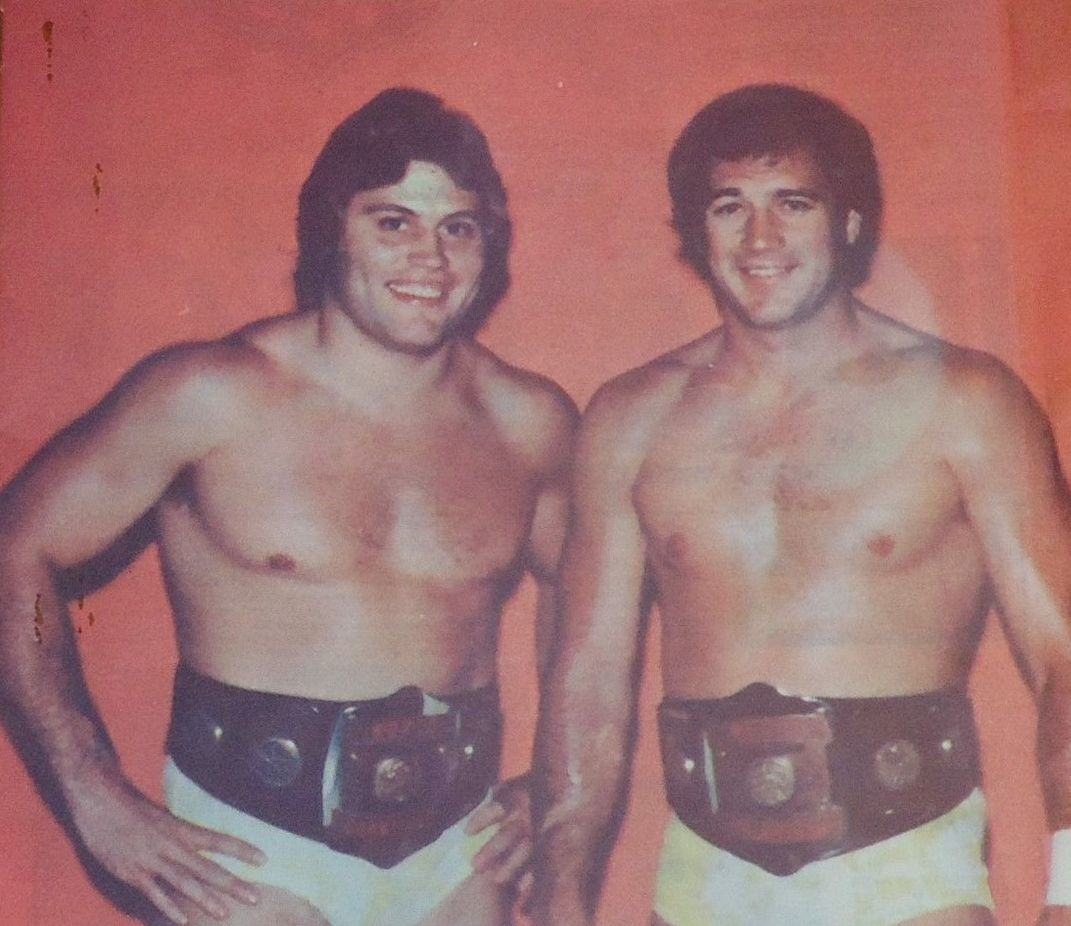
グレッグ・ガニア（右）とのハイ・フライヤーズ（1977年）

1976年、AWAでバーン・ガニアの息子グレッグ・ガニアとハイ・フライヤーズ（The High Flyers）を結成し、1977年7月7日にブラックジャック・ランザ&ボビー・ダンカンからAWA世界タッグ王座を奪取。以降、ジミー・バリアント&ジョニー・バリアント、スーパー・デストロイヤー&アンジェロ・モスカ、レイ・スティーブンス&パット・パターソンなどのチームを下して長期政権を築くが、1978年9月にチャリティー・ソフトボール大会に参加した際の負傷により王座を剥奪された。
復帰後の1979年はノースカロライナのNWAミッドアトランティック地区に参戦。リッキー・スティムボートやポール・オーンドーフ、ブラックジャック・マリガン、そして一時的にフェイスターンしていた同期のリック・フレアーとも共闘して、アーニー・ラッド、ジミー・スヌーカ、ビッグ・ジョン・スタッド、グレッグ・バレンタイン、マスクド・スーパースター、バロン・フォン・ラシクなどのヒール勢と対戦、7月にはハーリー・レイスのNWA世界ヘビー級王座に連続挑戦している。9月14日にはケン・パテラを破りミッドアトランティック・ヘビー級王座を獲得、11月22日にスティーブンスに奪取されるが12月25日に奪還し、1980年5月11日にアイアン・シークに敗れるまで戴冠した。　同年11月には全日本プロレスの世界最強タッグ決定リーグ戦にニック・ボックウィンクルのパートナーとして出場している。
古巣のAWAでは1981年にG・ガニアとのハイ・フライヤーズを再結成して、同年6月14日にイースト・ウエスト・コネクション（ジェシー・ベンチュラ&アドリアン・アドニス）を破り、AWA世界タッグ王者チームに返り咲く。以降、ジェリー・ブラックウェル&シーク・アドナン・アル＝ケイシー、ブラック&ブルー・エクスプレス（パテラ&ダンカン）などのチームを抗争相手に、1983年6月26日にザ・シークス（ブラックウェル&パテラ）に敗れるまで、2年間に渡って同王座を保持した。戴冠中は、ボックウィンクルが保持していたAWA世界ヘビー級王座にも再三挑戦した。
その間、1982年5月にハイ・フライヤーズとして全日本プロレスに参戦。6月8日の蔵前国技館大会ではスティムボート&大仁田厚を相手にAWA世界タッグ王座を防衛している。1984年4月にもハイ・フライヤーズで全日本に再来日し、PWF世界タッグ王座の決定リーグ戦に参加、スタン・ハンセン&ブルーザー・ブロディのミラクルパワーコンビとも対戦した。来日中の4月26日には大宮にて、同年2月にボックウィンクルを破りAWA世界ヘビー級王者となっていたジャンボ鶴田にも挑戦した（来日前の3月15日にもユタ州ソルトレイクシティにおいて、新王者としてアメリカに遠征してきた鶴田のAWA世界ヘビー級王座に挑戦している）。
1985年、AWAを離れてWWFと契約し、ブライアン・ブレアーとのキラー・ビーズ（The Killer Bees）なるタッグチームで活動、覆面を被りマスクマンのコンビに変身することもあった。キラー・ビーズではハート・ファウンデーション（ブレット・ハート&ジム・ナイドハート）やファンク・ファミリー（ホス・ファンク&ジミー・ジャック・ファンク）などのチームと抗争、1987年11月26日に行われたサバイバー・シリーズ（第1回大会）のタッグチーム・エリミネーション・マッチではヤング・スタリオンズ（ポール・ローマ&ジム・パワーズ）と共に勝ち残り、サバイバー・チームとなっている。しかしながら、タイトル獲得の機会には恵まれず、NWA、AWA、WWFの3大世界タッグ王座戴冠を果たすことはできなかった。
WWF離脱後の1989年からは、ハーブ・エイブラハムが興したカリフォルニアのUWFなどを転戦。全日本プロレスへの参戦も再開し、1989年と1991年に来日している。1990年から1993年にかけてはWWFに再出場して、ジョバーを務めていたこともある。1994年にはシカゴのインディー団体AWFにスペシャル・ゲスト・レフェリーとして登場、WWF時代の盟友ティト・サンタナ対カウボーイ・ボブ・オートンの試合を裁いた。

## 得意技
- ドロップキック
- フィギュア・フォー・レッグロック

## 獲得タイトル
セントラル・ステーツ・レスリング
- NWA世界タッグ王座：2回（w / マイク・ジョージ）[3]

アメリカン・レスリング・アソシエーション
- AWA世界タッグ王座：2回（w / グレッグ・ガニア）[6]

ミッドアトランティック・チャンピオンシップ・レスリング
- NWAミッドアトランティック・ヘビー級王座：2回[10]

インディー団体
- UWF世界タッグ王座（ハーブ・エイブラハム派）：1回（w / ブライアン・ブレアー）
- WFWAカナディアン・ヘビー級王座：1回